# Mitricephaloides rhodopterus
Mitricephaloides rhodopterus är en insektsart som först beskrevs av Miller, N.C.E. 1934.  Mitricephaloides rhodopterus ingår i släktet Mitricephaloides och familjen Pyrgomorphidae. Inga underarter finns listade i Catalogue of Life.